# Robert de Conteville, comte de Mortain

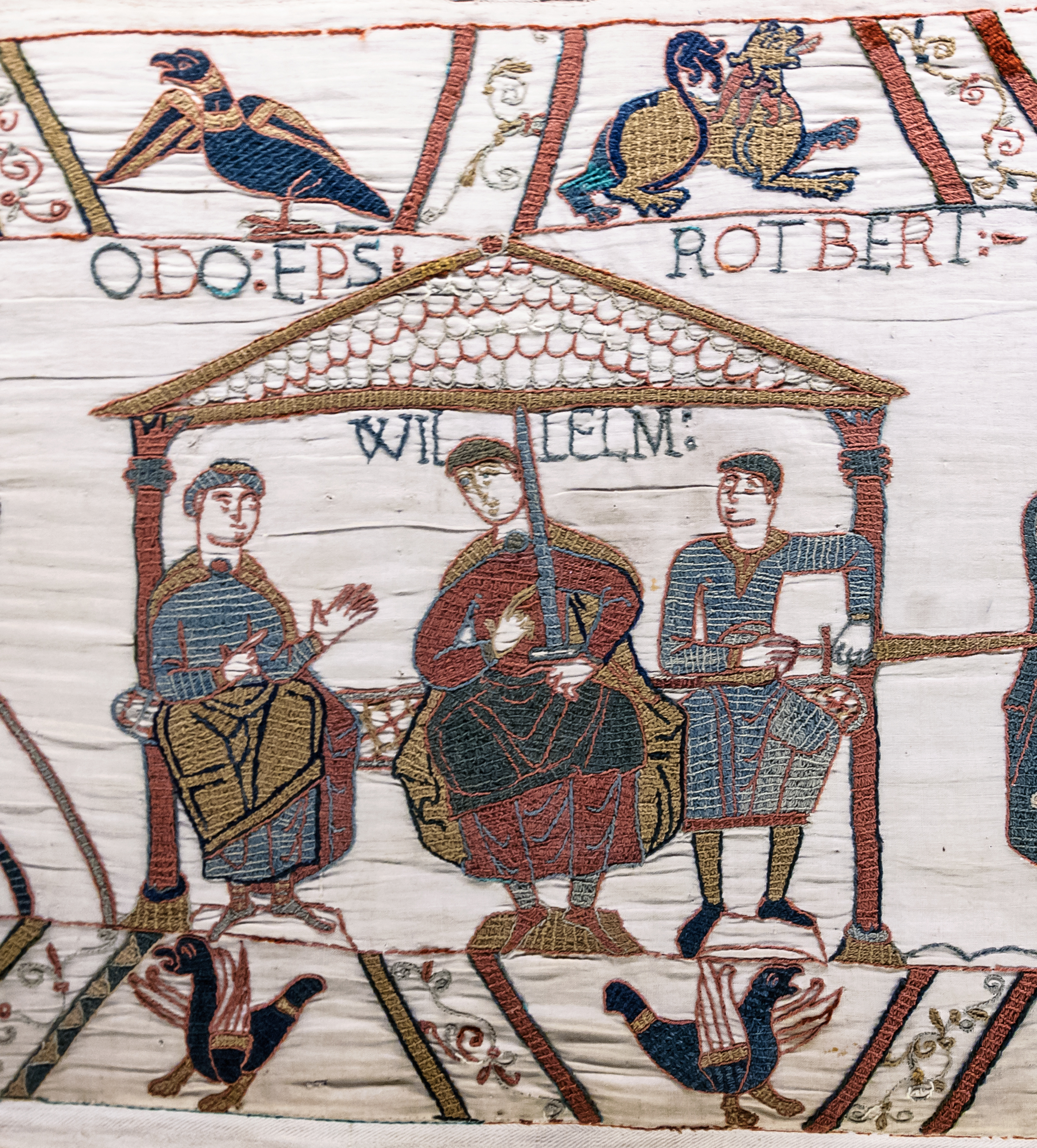
Robert (rechts) neben seinem Halbbruder Wilhelm dem Eroberer (Mitte) und seinem Bruder Odo (links) im Teppich von Bayeux

Robert von Mortain (* 1031; † 8. Dezember 1090) aus dem Haus Conteville war ein normannischer Edelmann, Graf von Mortain und Earl of Cornwall.
Seine Eltern waren Herluin, Vizegraf von Conteville (1001–1066) und dessen Gemahlin Herleva (Arlette) (1003–1050). Durch seine Mutter war er der Halbbruder von Wilhelm dem Eroberer (1027–1087) und Bruder von Odo, Bischof von Bayeux (1035–1097).
1049 setzte sein Halbbruder Wilhelm ihn als Graf von Mortain ein, als Nachfolger seines 1048 abgesetzten Onkels zweiten Grades, Wilhelm Warlong.
1058 heiratete er Mathilde (1039–1085), Tochter von Roger II. de Montgomery (1005–1094) und dessen Gemahlin Mabile de Bellême (1026–1079). Nach Mathildes Tod heiratete er in zweiter Ehe Almodis.
Er begleitete seinen Halbbruder bei der Eroberung Englands und nahm an der Schlacht bei Hastings (1066) teil. Als Gegenleistung erhielt er von seinen Halbbruder Wilhelm, nun König von England, mehrere englische Ländereien als Lehen sowie 1068 den Titel Earl of Cornwall. Dadurch wurde er einer der größten und mächtigsten Landbesitzer in England und der Normandie.
In Mortain ließ er den Vorgängerbau der heutigen Stiftskirche St. Évroult errichten, von dem sich noch ein Portal aus seiner Zeit erhalten hat. Sein Kaplan war der später heiliggesprochene Vitalis, der Gründer der Abtei Savigny. Nach seinem Tod wurde er in der Abtei Notre-Dame in Grestain bestattet.

## Nachkommen
Aus seiner Ehe mit Mathilde hatte er folgende Kinder:
- Emma (1058–1080) ⚭ 1080 Graf Wilhelm IV. von Toulouse
- Eremberga (1060–1087) ⚭ 1077 Fürst Roger I. von Sizilien
- Wilhelm (1074–1120), Graf von Mortain und Earl of Cornwall
- Agnes (?) ⚭ André, Herr von Vitré (Haus Vitré)